# Орден «За гражданскую доблесть и заслуги»
Орден «За гражданскую доблесть и заслуги» учрежден указом от 4 августа 1966 года в трех степенях. Вручался болгарским и иностранным гражданам за проявленную смелость при спасении человеческой жизни, имущества или в борьбе с преступностью.
Авторы проекта — профессор В. Старчев и К. Дамянов. Орден изготавливался на Государственном монетном дворе.

## Описание
Знак первой степени имеет форму пятиконечной звезды диаметром 40 мм, белой эмали с золотым ободком. В центре звезды прикреплена позолоченная лучистая прорезная пятиконечная звезда с рельефным болгарски львом. Знак второй степени отличается тем, что прорезная звезда посеребренная, а лев позолочен. Лев, прорезная звезда и ободок эмалированной звезды у знака третьей степени посеребрены.
Орден носился на пятиугольной колодке, обтянутой лентой белого цвета с национальным триколором посередине.